# Adriano José Faggian Galvão
Adriano José Faggian Galvão, detto Di (Porto Ferreira, 7 marzo 1980), è un ex cestista brasiliano con cittadinanza italiana.

## Carriera
Promessa della pallacanestro brasiliana, debutta da professionista a 17 anni nel Corinthians. 

Nel 2005 approda in Italia alla Sutor Montegranaro con cui disputa sei partite fino al termine del contratto nel mese di dicembre. Sarà la sua unica esperienza fuori dai confini brasiliani. Nel 2006 conclude la stagione al Flamengo.
Con la nazionale brasiliana disputa delle competizioni internazionali e dei tornei amichevoli.